# Мукомела Олександр Гнатович
Мукомела Олександр Гнатович (*13 вересня 1941, село Долинка, Монастирищенський район, Черкаська область — 5 червня 2009, Київ) — український журналіст, історик, доцент, кандидат філологічних наук, кандидат історичних наук, доцент кафедри міжнародної журналістики Інституту журналістики Київського національного університету, декан Інституту Масової комунікації при КНУ ім. Т. Шевченка.
Основні напрями наукових досліджень: сучасна українська журналістика, теорія та історія журналістики, газетна журналістика, методи і прийоми журналістської праці, журналістська майстерність, літературне редагування, коректура.

## Біографія
Народився в селянській сім'ї на Черкащині. Батько загинув на фронті, мати сама піднімала трьох дітей. 1958 року закінчив середню школу у сусідньому селі Цибулів та поступив до геодезичного технікуму у Києві.
- 1958–1962 — навчання в технікумі
- 1963–1965 — служба в Радянській Армії
- 1965–1970 — навчання у Київському університеті, факультет журналістики
- 1970–1971 — власкор газети «Сільські вісті»
- 1971–1974 — навчання в аспірантурі київського університету

З 1974 року до останніх днів працював на різних посадах на факультеті журналістики (заступник декана, викладач, доцент)
В останнє десятиліття О. Г. Мукомела також багато часу віддав відновленню пам'яті журналістів, репресованих за роки радянської влади.
23 квітня 2008 року розпорядженням Президента України № 145/2008-рп «Про призначення державних стипендій видатним діячам інформаційної галузі» О. Г. Мукомелі, як видатному журналісту призначено державну стипендію.

## Основні праці
- «Історія української журналістики: Хрестоматія» (2001),
- «Під гетьманською булавою» (1998),
- «В горнилі революції» (1997),
- «Гірка правда історії» (1996),
- «Розстріляне слово» (1995),
- «Про Сергія Пилипенка» (1992).

О. Г. Мукомела зробив вагомий внесок у створення і наповнення (близько ста статей) наукового енциклопедичного видання «Українська журналістика в іменах: Матеріали до енциклопедичного словника», який щорічно видається науково-дослідницьким центром періодики Львівської наукової бібліотеки ім. В. Стефаника НАН України.